# Angel Films
Angel Films er et dansk film- og tv-selskab der producerer og distribuerer film og tv til det skandinaviske marked. Selskabet blev stiftet i 1988 og står blandt andet står bag produktioner som Operation X (TV 2) og Nynne (Viasat/TV 3).
Angel Films A/S ejes af Executive Producer Mogens Glad.

## Eksterne Links
- AngelFilms.dk – officiel website for Angels Films A/S